# Гаврилов, Александр Николаевич (онколог)
Алекса́ндр Никола́евич Гаври́лов (1 января 1912 или 1912, Ревель — 3 октября 1999, Таллин) — советский и эстонский онколог; основатель клинической онкологии в Эстонии; заведующий онкологическим сектором Института экспериментальной и клинической медицины Академии наук ЭССР; член президиума Всесоюзного общества онкологов; основатель и многолетний председатель Эстонского онкологического научного общества; заслуженный врач Эстонской ССР.

## Биография
Родился в многодетной семье, был седьмым ребёнком. По национальности — русский. Отец Александра — Николай Гаврилов — был рабочим.
Основное образование получил в посёлке Рийзипере, в 1931 году окончил Ревельскую городскую русскую гимназию (ныне — Таллинская Центральная русская гимназия), в 1940 году — медицинский факультет Тартуского университета.
Член Общества русских студентов Тартуского университета с 1931 года. С 1934 года — гражданин Эстонской республики.
Умер в Таллине 3 октября 1999 года. Похоронен на таллинском кладбище Сизелинна.

### Трудовая деятельность
После окончания университета недолго работал ассистентом на кафедре психиатрии врачебного факультета ТУ; следующим рабочим местом молодого специалиста стал посёлок Вярска, где его назначили участковым врачом; затем был направлен в Печорскую больницу, где сначала был хирургом, затем — главным врачом. Следующим местом жизни и работы снова стал Тарту, где Гаврилову предложили место ассистента на кафедре хирургии врачебного факультета ТУ.
В 1946 году Гаврилов был приглашён на работу в Таллин, где получил задание организовать эстонскую онкологическую службу. Обучение по специальности «онкология» Гаврилов прошёл в Ленинградском институте онкологии. В 1946—1951 и 1957—1980 годах он был главным врачом Таллинского онкологического диспансера, с 1980 года продолжил в нём работу в качестве консультанта.
В 1946—1983 годах — главный онколог Министерства здравоохранения Эстонской ССР; в 1959—1981 годах — председатель Эстонского научного общества онкологов. Заведующий онкологическим сектором Института экспериментальной и клинической медицины Академии наук ЭССР.
Проводил работы по внедрению методов пластической резекции и лечения полипоза желудка. Был первым хирургом в Эстонии, осуществившим операцию по пневмонэктомии.
Под руководством Александра Гаврилова в Таллинском Республиканском онкологическом диспансере, открытом 15 декабря 1945 года, был создан первый в Советском Союзе регистр онкологических больных, основанный на системе перфокарт.
Гаврилов является самым известным и заслуженным практикующим онкологом Эстонии XX столетия. Награждён орденами, медалями и почётными грамотами.
Главной заслугой доктора Гаврилова считается создание эстонской клинической онкологии и её развитие в течение полувека.
Международно признанная концепция комплексного онкологического центра (Comprehensive Cancer Center), где основные способы лечения рака сведены под одну крышу, что обеспечивает пациентам комбинированное лечение исходя из стадии заболевания с самого начала лечебного процесса, родилась в Советском Союзе. Именно такую систему лечения рака создавали в Эстонии в её начальные годы. Благодаря Гаврилову в 1965 году было начато строительство новой больницы, и 6 октября 1966 года был открыт Онкологический центр Эстонии.
Гаврилов участвовал в разработке Кодекса этики Союза врачей Эстонии.
Депутат Верховного Совета Эстонской ССР 8-го созыва.

### Награды и звания
- 1962 — Орден Ленина[2].
- 1962 — заслуженный врач Эстонской ССР.
- 1996 — Орден Государственного герба 4-й степени[7].

### Семья
Жена — Валентина Степановна Гаврилова, врач-терапевт (1 августа 1918, Тарту — 24 апреля 2002, Таллин).
Дочь Марина Бейлинсон, врач-терапевт (род. 15 марта 1941, Печоры).
Сыновья Алексей Гаврилов, физик (род. 20 марта 1944, Печоры), Юри Луйк (род. 17 августа 1966, Таллин) — эстонский дипломат и политик, в 1994—1995 годах — министр иностранных дел Эстонии, в 1993—1994, в 1999—2002 и в 2017—2019 годах — министр обороны Эстонии (мать — Лилиан Луйк (род. 15 июня 1926, Печоры), врач-рентгенолог).

## Фильмография
В 1972 году на киностудии «Таллинфильм» был снят документальный фильм о докторе Гаврилове (из серии «Советская Эстония»):
- Onkoloog Aleksander Gavrilov, «Nõukogude Eesti» nr 1 (1014) / Онколог Александр Гаврилов, кинообзор «Советская Эстония» № 1 (1014), режиссёр Юло Тамбек (Ülo Tambek)[9].